# Cayo Tenório
Cayo Henrique Nascimento Ferreira, meglio noto come Cayo Tenório (Rio de Janeiro, 22 febbraio 1999), è un calciatore brasiliano, difensore del Rio Branco-ES.

## Caratteristiche tecniche
È un terzino destro.

## Carriera
Cresciuto nel settore giovanile del Vasco da Gama, he esordito in prima squadra il 23 gennaio 2020 disputando l'incontro del Campionato Carioca perso 1-0 contro il Flamengo. Il 23 luglio seguente ha rinnovato il proprio contratto fino al 2022 ed il 14 agosto ha esordito anche nel Brasileirão in occasione del match vinto 2-0 contro lo Sport Recife.

## Statistiche
Statistiche aggiornate al 28 settembre 2020.

### Presenze e reti nei club
| Stagione        | Squadra         | Campionato      | Campionato | Campionato | Coppe nazionali | Coppe nazionali | Coppe nazionali | Coppe continentali | Coppe continentali | Coppe continentali | Altre coppe | Altre coppe | Altre coppe | Totale | Totale | Totale |
| Stagione        | Squadra         | Comp            | Pres       | Reti       | Comp            | Pres            | Reti            | Comp               | Pres               | Reti               | Comp        | Pres        | Reti        | Pres   | Reti   |        |
| --------------- | --------------- | --------------- | ---------- | ---------- | --------------- | --------------- | --------------- | ------------------ | ------------------ | ------------------ | ----------- | ----------- | ----------- | ------ | ------ | ------ |
| 2020            | Vasco da Gama   | A/RJ+A          | 3+5        | 0          | CB              | 0               | 0               |                    | -                  | -                  |             | -           | -           | 8      | 0      |        |
| Totale carriera | Totale carriera | Totale carriera | 8          | 0          |                 | 0               | 0               |                    | -                  | -                  |             | -           | -           | 8      | 0      |        |

## Palmarès

### Competizioni statali
- Campionato Capixaba: 1

Rio Branco-ES: 2025